# Heil Valley
Das Heil Valley ist ein eisfreies und 2,5 km langes Tal im ostantarktischen Viktorialand. In den Head Mountains liegt es im nördlichen Teil des Mount Littlepage. 
Das Advisory Committee on Antarctic Names benannte es 2008 nach Joseph J. Heil III., ab 1993 in elf aufeinanderfolgenden Sommerkampagnen Leiter des Kommunikationszentrums auf der McMurdo-Station sowie von 1987 bis 2007 für das United States Antarctic Program tätig.